# Franz von Hipper

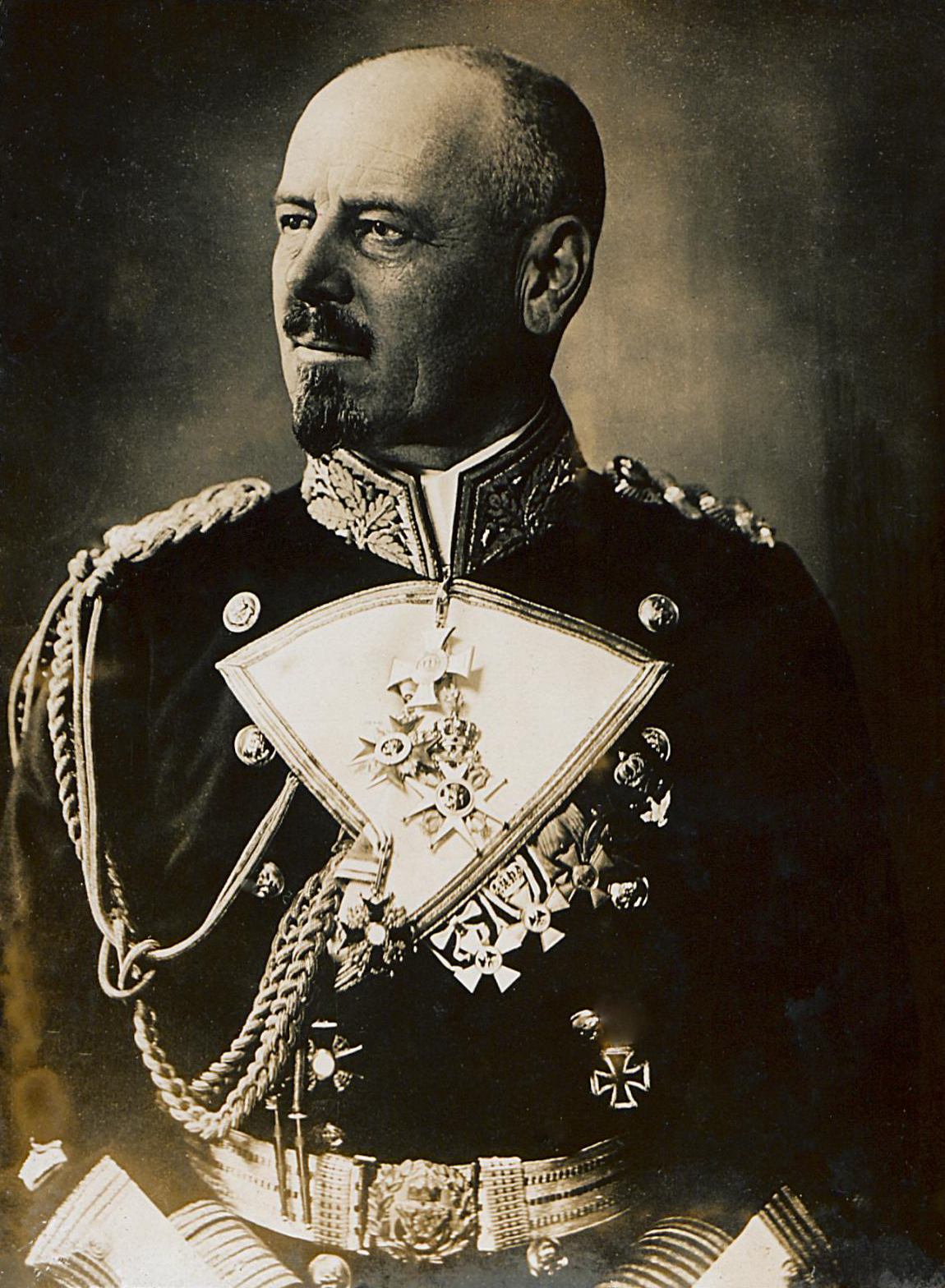
Vizeadmiral Hipper (1916)

Franz Hipper, seit 1916 Ritter von Hipper (* 13. September 1863 in Weilheim; † 25. Mai 1932 in Othmarschen) war ein deutscher Admiral in der Kaiserlichen Marine im Ersten Weltkrieg.

## Leben
Hipper stammte aus einer bayerischen Wirtsfamilie. Er war der Sohn von Anton Hipper und dessen Ehefrau Anna, geborene Miller. Nach seiner Schulzeit trat er mit 17 Jahren als Einjährig-Freiwilliger in die Preußische Armee ein. Nach der Offiziersgrundausbildung 1879 beschloss Hipper zur Marine zu gehen. Er ging nach Kiel und bestand die Aufnahmeprüfung bei der Marine. Am 15. April 1881 trat er in die Kaiserliche Marine ein. Dort begann er seine militärische Karriere als Kadett auf den Fregatten Niobe und Leipzig. Nach Absolvierung der Marineschule wurde er am 19. Dezember 1885 mit Patent vom 21. November 1884 zum Unterleutnant zur See befördert. Nach verschiedenen Bord- und Landkommandos, unter anderem als Navigationsoffizier auf der Kaiserlichen Yacht Hohenzollern, stieg Hipper bis 1902 zum Korvettenkapitän auf.
Ab 1. Oktober 1902 leitete Hipper als Kommandeur die II. Torpedo-Abteilung und war vom 20. April bis 22. August 1906 Kommandeur des Kleinen Kreuzers Leipzig. Anschließend kurzzeitig zur Verfügung des Chefs der Marinestation der Nordsee gestellt, erhielt Hipper am 30. September 1906 das Kommando über den Großen Kreuzer Friedrich Carl. In dieser Position wurde er zum Kapitän zur See befördert. Vom 6. März bis 30. September 1908 war er Kommandant des Großen Kreuzers Gneisenau. 1912 zum Konteradmiral befördert, leitete er ab Oktober 1913 als Befehlshaber die Aufklärungsschiffe der Hochseeflotte. Mit Beginn des Ersten Weltkriegs führte er die Schlachtkreuzer in Gefechte gegen die Royal Navy: So wurden im Dezember 1914 die militärischen Anlagen der englischen Küstenstädte Scarborough, Whitby und Hartlepool beschossen, wobei zivile Bewohner starben.

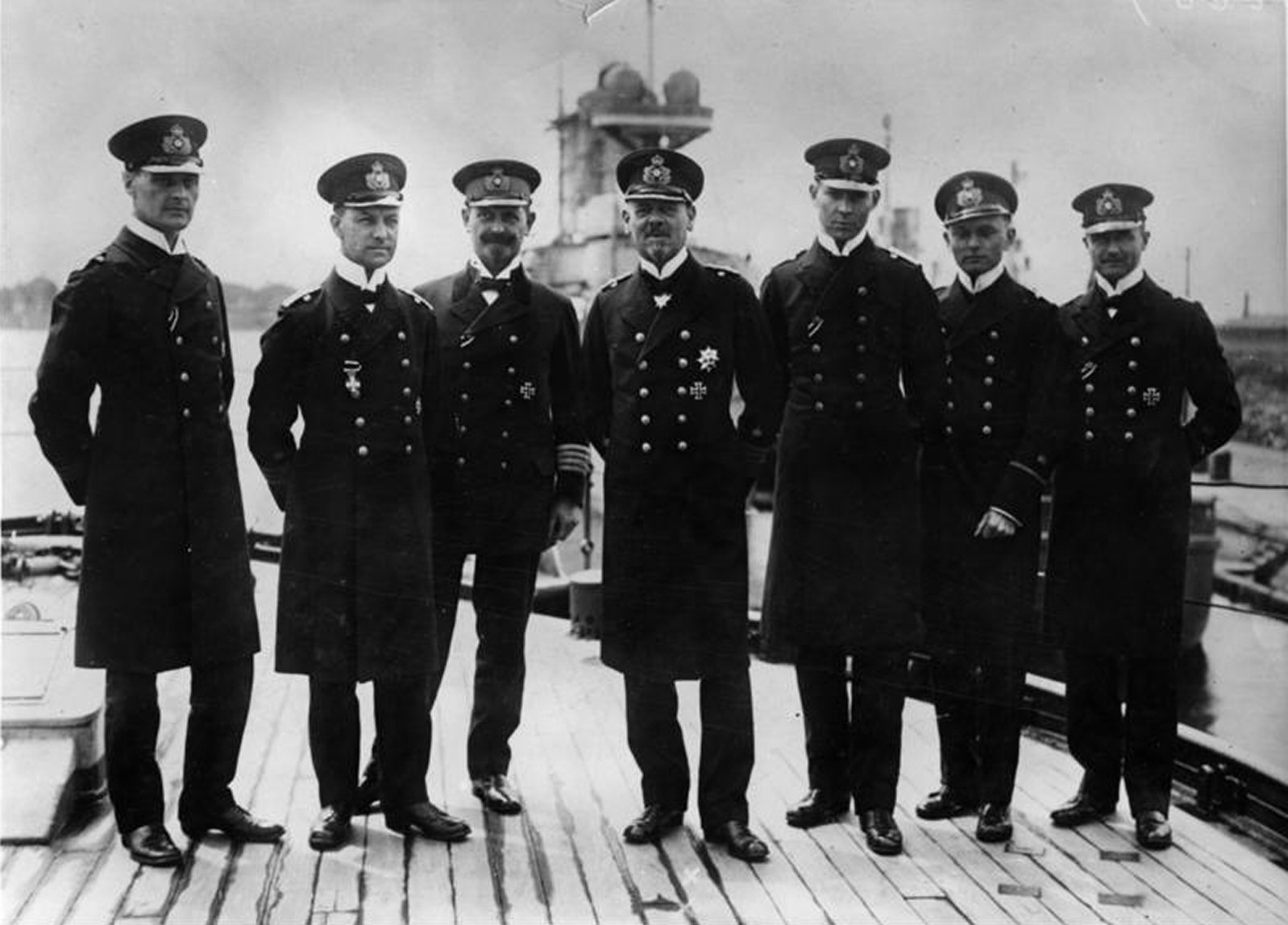
Vizeadmiral Hipper und sein Stab 1916, 2. von links ist der spätere Oberbefehlshaber der Kriegsmarine Erich Raeder

Hipper führte den Aufklärungsverband im Gefecht auf der Doggerbank (24. Januar 1915) und in der Skagerrakschlacht (31. Mai 1916). In der letztgenannten Schlacht wurden der Royal Navy einige Verluste zugefügt; Hipper galt danach in beiden Ländern als großer Marineführer. Am 5. Juni 1916 erhielt er durch Wilhelm II. die höchste preußische Tapferkeitsauszeichnung, den Orden Pour le Mérite. Der bayerische König Ludwig III. würdigte seine Leistungen einen Tag später mit der Verleihung des Kommandeurkreuzes des Militär-Max-Joseph-Ordens. Damit verbunden war die Erhebung in den persönlichen Adel und er durfte sich nach Eintragung in die Adelsmatrikel Ritter von Hipper nennen.
Im August 1918 wurde Hipper als Nachfolger von Reinhard Scheer zum Admiral und Chef der Hochseeflotte ernannt. Als in Kiel die Meuterei ausbrach, appellierte er erfolglos an die Seeleute. Daraufhin trat er am 30. November 1918 von seinem Posten zurück, wurde bis 13. Dezember 1918 beurlaubt und dann auf sein Gesuch hin zur Disposition gestellt.

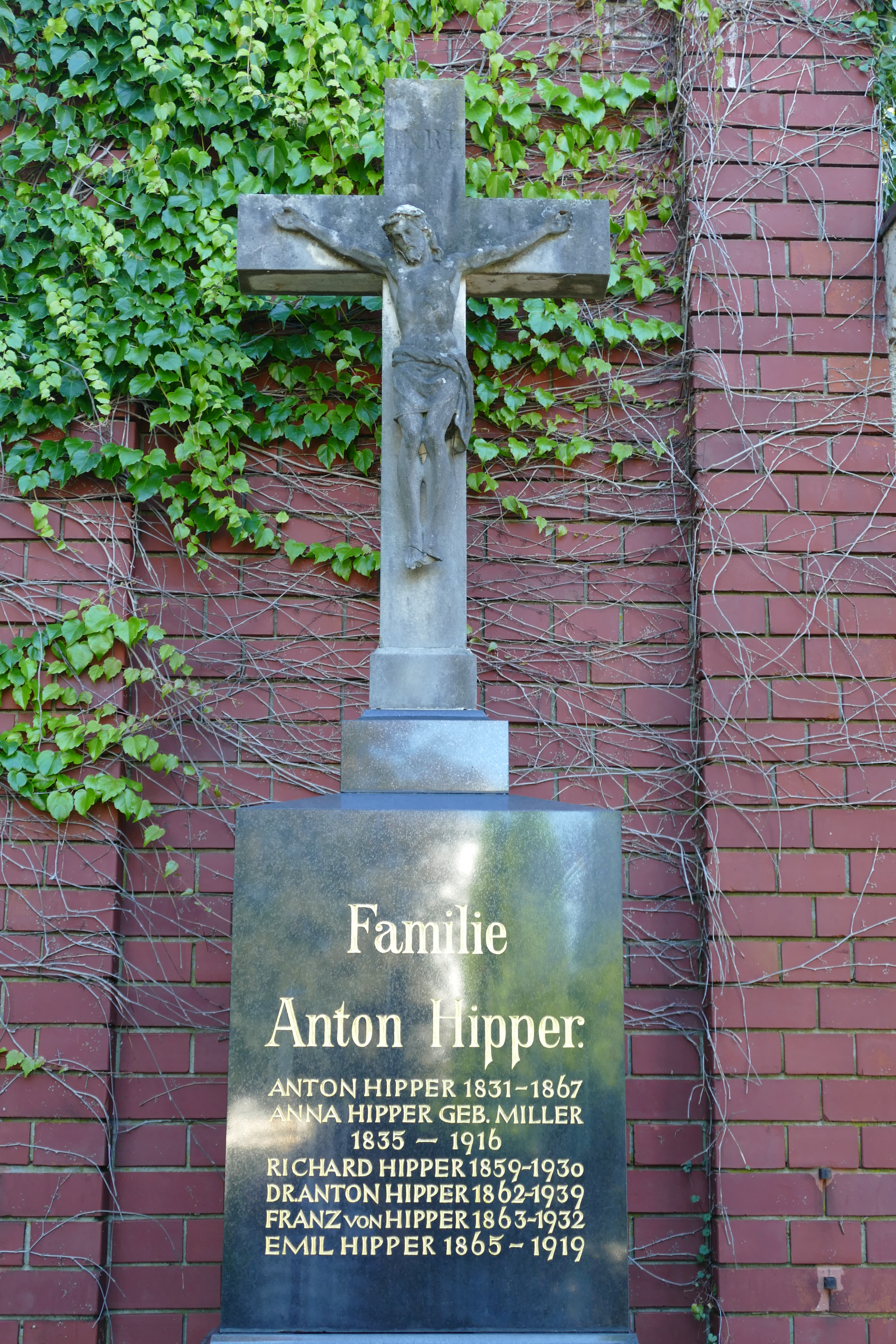
Grab auf dem Friedhof St. Salvator und Sebastian in Weilheim

Seinen Lebensabend verbrachte er in Hamburg-Othmarschen, wo er im Mai 1932 nach längerer Krankheit verstarb. Bei der Trauerfeier auf dem Ohlsdorfer Friedhof hielten unter anderem die Admiräle Erich Raeder und Wilhelm Souchon Gedenkreden; die 3. Torpedoboot-Halbflottille der Reichsmarine stellte eine Trauerabordnung. Seine letzte Ruhestätte fand Admiral von Hipper auf dem Friedhof seiner Heimatstadt Weilheim, wohin später seine Urne übergeführt wurde.

## Weitere Ehrungen
Nach ihm wurden der Schwere Kreuzer Admiral Hipper der Kriegsmarine, die Schulfregatte Hipper der Bundesmarine, die Admiral-Hipper-Straße in Weilheim und Regensburg sowie ein Gebäude auf dem Gelände der Marineoperationsschule der Deutschen Marine in Bremerhaven benannt. Außerdem war Hipper Inhaber folgender Orden und Ehrenzeichen:
- Eisernes Kreuz (1914) II. und I. Klasse[1]
- Roter Adlerorden II. Klasse mit Stern, Eichenlaub und Schwertern[1]
- Kronen-Orden II. Klasse[1]
- Preußisches Dienstauszeichnungskreuz[1]
- Bayerischer Militärverdienstorden II. Klasse mit Stern und Schwertern[1]
- Komturkreuz I. Klasse des Albrechts-Ordens mit Schwertern[1]
- Komtur des Württembergischen Militärverdienstordens[1]
- Mecklenburgisches Militärverdienstkreuz I. Klasse[1]
- Friedrich-August-Kreuz I. Klasse[1]
- Ritterkreuz I. Klasse des Hausordens vom Weißen Falken[1]
- Hanseatenkreuz Bremen[1]
- Hanseatenkreuz Hamburg[1]
- Hanseatenkreuz Lübeck[1]